# جاستین کرک
جاستین کرک (انگلیسی: Justin Kirk؛ زادهٔ ۲۸ مهٔ ۱۹۶۹) بازیگر اهل ایالات متحده آمریکا است. وی از سال ۱۹۹۵ میلادی تاکنون مشغول فعالیت بوده‌است.
او در فیلم‌های مطب دام‌پزشکی، خون‌آشام‌ها، زندگی اتفاق می‌افتد، والتر، در برابر جریان، رویاهای هالیوود و قبایل پالوس وردس بازی کرده‌است.